# Zaque

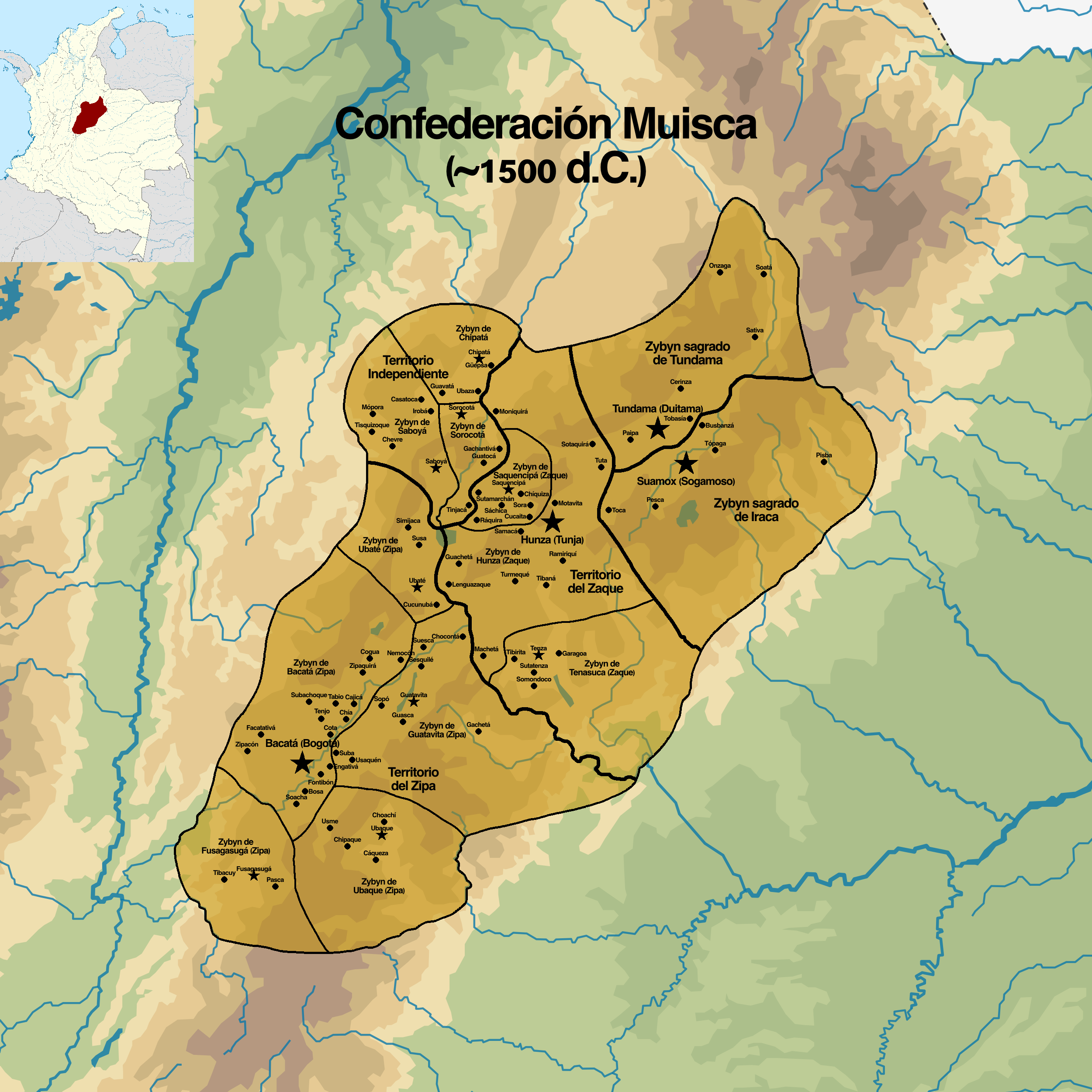
Mapa del territorio Muisca a la llegada de los españoles. Los dominios del hoa en amarillo.

zipazaques' era el título de nobleza de los gobernantes de la parte norte de la Confederación muisca, en el altiplano cundiboyacense, y su sede de gobierno era la ciudad de Hunza, hoy Tunja.
Cuando Gonzalo Jiménez de Quesada llegó a la región, Eucaneme era el hoa reinante.

## Zaques de Hunza
Hunzahúa (tiempos de origen). Primer Zaque. El cronista Lucas Fernández de Piedrahíta refiere: "De este Hunzahúa afirman que dominó todas las tierras de los Mozcas, desde Chicamocha á los Sutagaos y desde las vertientes de los Llanos de San Juan hasta las fronteras
de los Panches, Colinas, Pijaos y Muzos, con toda la tierra de Vélez y Oiba, gobernándolo en paz y justicia".

Tomagata (tiempos de origen)
Goranchacha (tiempos de origen)
- Michuá (¿? -1490), zaque de Hunza.
- Quemuenchatocha (1490 - 1537), zaque de Hunza, era quien ocupaba el trono de los zaques en el momento de la llegada de los conquistadores españoles.
- Aquiminzaque (1537- 1541). Último zaque de Hunza.